# Brachystelma arenarium
Brachystelma arenarium är en oleanderväxtart som beskrevs av Spencer Le Marchant Moore. Brachystelma arenarium ingår i släktet Brachystelma och familjen oleanderväxter. Inga underarter finns listade i Catalogue of Life.